# Dylda
Dylda (Дылда; no Brasil, Uma Mulher Alta) é um filme de drama histórico russo de 2019 dirigido por Kantemir Balagov e escrito por Balagov e Aleksandr Terekhov. Ambientado na Segunda Guerra Mundial, a obra estreou internacionalmente em 16 de maio de 2019 no Festival de Cinema de Cannes e foi selecionada para representar a Rússia no Oscar 2020.

## Elenco
- Viktoria Miroshnichenko
- Vasilisa Perelygina
- Konstantin Balakirev
- Andrey Bykov